# Manuel da Fonseca
Manuel da Fonseca (ur. 15 października 1911 w Santiago do Cacém, zm. 11 marca 1993 w Lizbonie), pisarz portugalski. Był przedstawicielem portugalskiego neorealizmu, w swojej twórczości ukazywał przede wszystkim problemy społeczne oraz trudny los chłopów pochodzących z rodzinnej prowincji rolniczej Alentejo. Zadebiutował w 1940 wierszem Rosa dos Ventos. Jego najważniejsze prace to powieści (m.in. Cerromaior z roku 1943, Seara de Vento (Posiew wichru) 1958, wyd. pol. 1977), zbiory opowiadań (m.in. Aldeia nova 1942) i poezji (m.in. Rosa dos ventos 1940, Poemas completos 1958, wybór pol. Pieśni z gościńców 1979).
Należał do Portugalskiej Partii Komunistycznej.